# Gare d'Hanvec
La gare d'Hanvec est une ancienne gare ferroviaire française, de la ligne de Savenay à Landerneau, située sur le territoire de la commune d’Hanvec, dans le département du Finistère en région Bretagne. Elle est à environ 2 500 mètres du bourg de la commune.

## Situation ferroviaire
Établie à 91 mètres d'altitude, la gare d’Hanvec est située au point kilométrique (PK) 740,361 de la ligne de Savenay à Landerneau, entre les gares de La Forêt-du-Cranou (fermée) et de Daoulas (fermée). Les gares ouvertes les plus proches sont Pont-de-Buis (en direction de Quimper) et Dirinon - Loperhet (en direction de Landerneau).
Gare d'évitement, elle dispose d'une deuxième voie pour le croisement des trains.

## Histoire
Le service voyageurs ayant cessé au début des années 2000, plus aucun train de voyageurs ne s’y arrête.

## Service infrastructure
Un poste d’agent circulation peut y être mis en place, permettant la réouverture exceptionnelle de la gare pour permettre le croisement de deux trains ou pour garer un train (de travaux, par exemple).

Installations
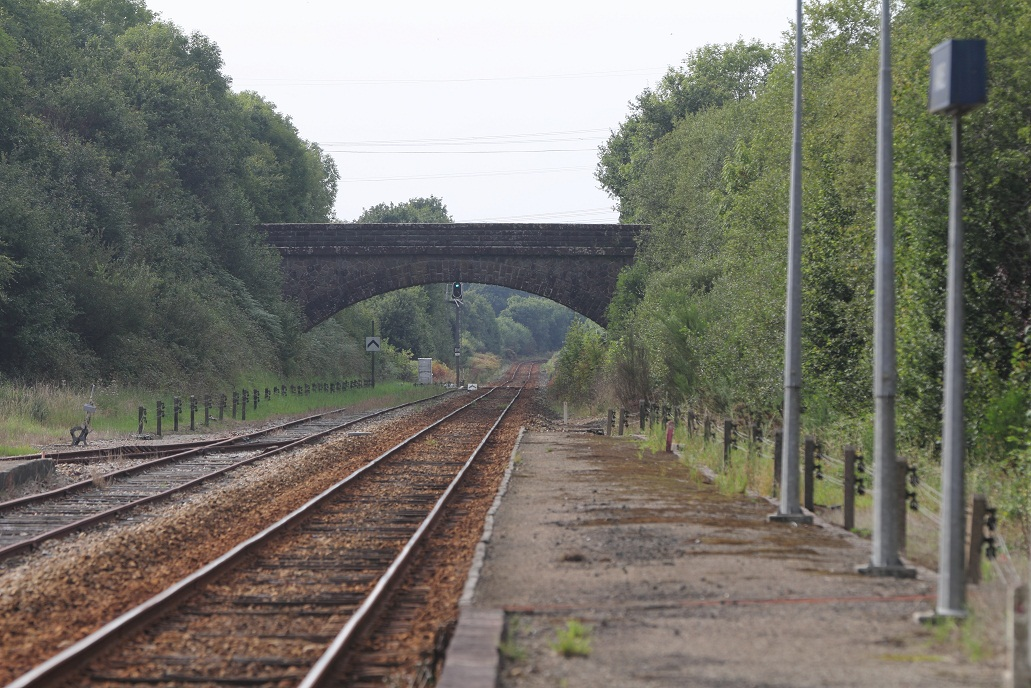
Vue de la voie en direction de Landerneau.
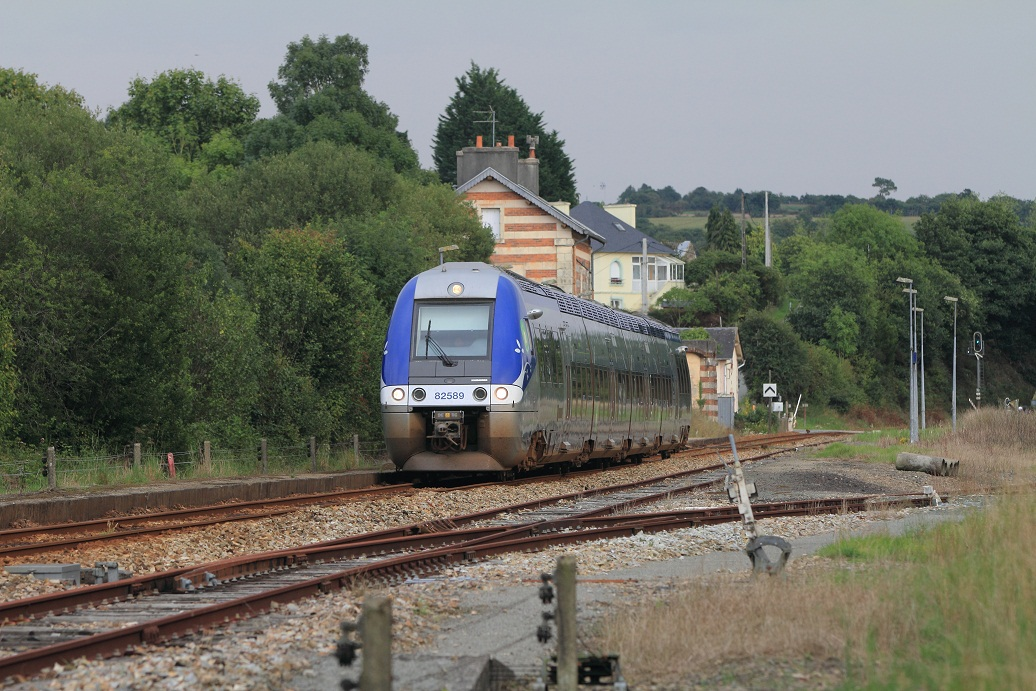
Passage d'un Bibi en direction de Brest en août 2011.
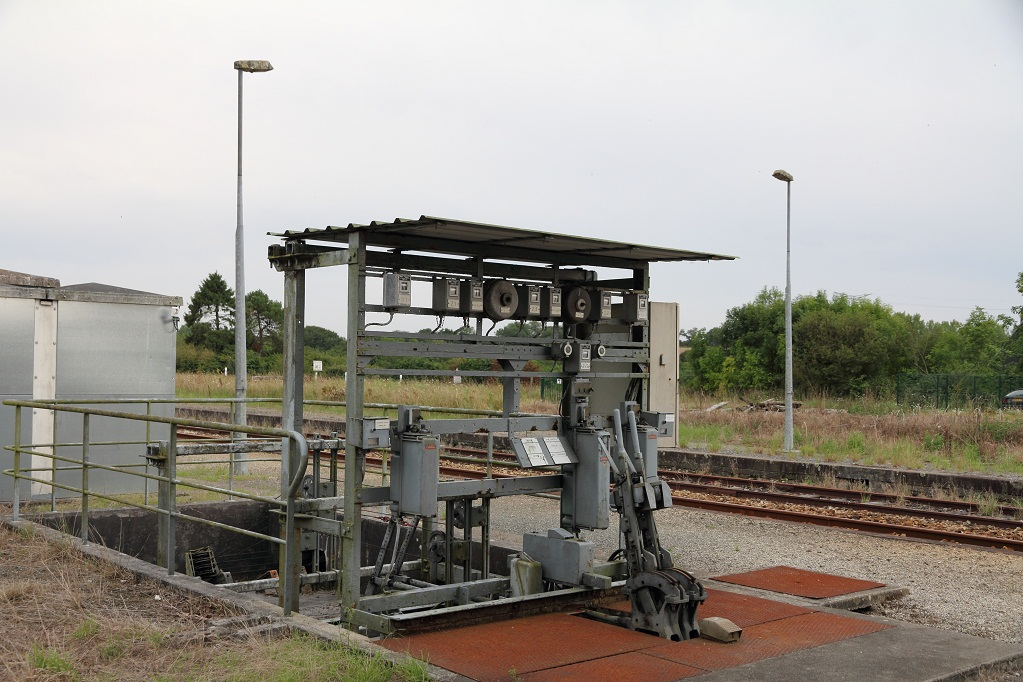
Poste local d'aiguillage à côté du bâtiment voyageurs.

## Patrimoine ferroviaire

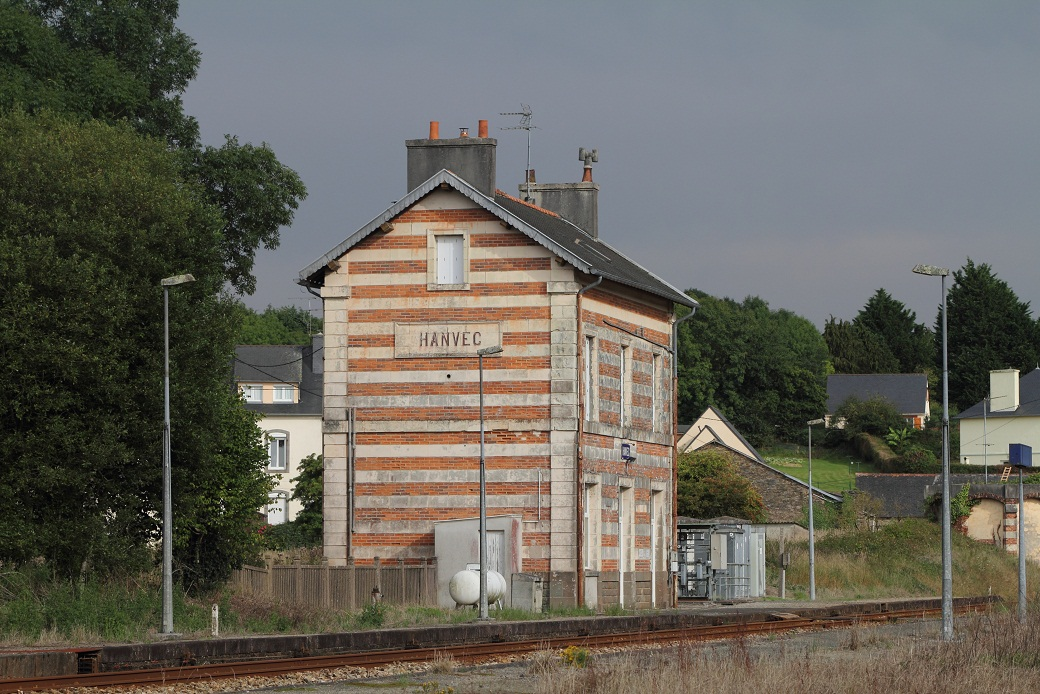
Le bâtiment d'origine de la compagnie PO.

L'ancien bâtiment voyageurs.

## Projet
La modernisation de la ligne entre Landerneau et Quimper a été décidée le 2 novembre 2010 avec le bouclage du budget de cette opération. La gare d’Hanvec sera l’une des extrémités de l’évitement « dynamique » de 13 km de long qui sera créé entre Hanvec et Irvillac.
Il pourrait se greffer à ce projet de modernisation la réouverture d’un arrêt, pas nécessairement à l’emplacement actuel, mais à un endroit à définir en fonction des souhaits des différentes communes exprimant la volonté de voir de nouveau s’arrêter un train dans leur commune (Hanvec, Irvillac, Daoulas).